# Merak (Stern)
Merak (von arabisch مراقّ البطن, DMG marāqq al-baṭn ‚Weichteile des Bauchs‘ a) ist der Eigenname des Sterns Beta Ursae Maioris (β UMa) im Sternbild Großer Bär. Er bildet zusammen mit Dubhe (α UMa) den hinteren Abschluss des Kastens des Großen Wagens, dessen Verlängerung über Dubhe hinaus zum Polarstern zeigt. Merak besitzt eine scheinbare Helligkeit von 2,4 mag und ist ca. 80 Lichtjahre entfernt.

## Eigenschaften
Es handelt sich bei Merak um einen weißen Unterriesen von etwa 2,6-facher Masse, 3-fachem Durchmesser und über 70-facher Leuchtkraft der Sonne. Seine Oberflächentemperatur liegt bei etwa 9500 K. Der Stern ist geringfügig veränderlich, er zeigt Helligkeitsschwankungen um 0,05 mag und für ihn wurde eine projizierte äquatoriale Rotationsgeschwindigkeit v∙sin i von 32 km/s gemessen.
Mit vier anderen der sieben hellen Wagensterne gehört Merak zur sogenannten Bärengruppe, einem Bewegungshaufen von über einhundert über den halben Himmel verteilten Sternen. Unsere Sonne liegt im Bereich dieser Gruppe, bewegt sich aber in eine andere Richtung. 
Der Stern bewegt sich für Beobachter auf der Erde mit einer schnellen Eigenbewegung von etwa 88 Millibogensekunden/Jahr über den Himmel. Bei seiner Entfernung entspricht dies einer Geschwindigkeit von etwa 10 km/s, während er sich zusätzlich mit einer Geschwindigkeit von 13 km/s auf uns zu bewegt. Im Raum bewegt sich der Stern demnach mit einer Geschwindigkeit von etwa 17 km/s relativ zu unserer Sonne.
Von der Erde aus gesehen befinden sich zwei Messier-Objekte – M 97, der Eulennebel und M 108, eine Spiralgalaxie – in unmittelbarer Nähe des Sterns. Beide sind aber mit etwa 10 mag zu lichtschwach, um mit bloßem Auge gesehen zu werden.

## Benennung
Nach dem „IAU Catalog of Star Names“ der Working Group on Star Names (WGSN) der IAU zur Standardisierung von Sternnamen wurde im Jahr 2016 dem Stern β Ursae Majoris offiziell der Name „Merak“ zugewiesen.

## Trivia
Merak ist Namensgeber des Sportwagens Maserati Merak.